# Tour du Marzocco
La tour du Marzocco (en italien : Torre del Marzocco), est une ancienne tour de guet datant du XVe siècle située dans le port de Livourne, dans la province de Livourne en Toscane,.
Elle doit son nom à la présence du Marzocco, le lion  symbole de la république de Florence ; le lion, représenté dans une girouette en bronze placée au sommet de la flèche, a été perdu en mer au XVIIIe siècle, lorsqu'il a été gravement frappé par la foudre. Au milieu du XVIIIe siècle, Odoardo Warren (it), dans son rapport sur les fortifications toscanes, la définissait comme la plus belle tour de la côte italienne.

## Historique
À l'époque médiévale, la zone de Marzocco faisait partie de Porto Pisano, le port de la république de Pise, actif depuis l'époque romaine. Pise étant tombée et avec elle son port, la république de Florence obtint en 1421 le contrôle total du château de Livourne, le petit village situé dans une crique au sud de Porto Pisano.
La tour du Marzocco représente la première œuvre majeure créée par le gouvernement florentin à Livourne et a été construite sur les ruines de Vermiglia ; certains attestent de sa construction vers le milieu du XVe siècle tandis que pour d'autres elle fut bâtie à partir de 1423 sur les ruines d'une tour de l'époque pisane.

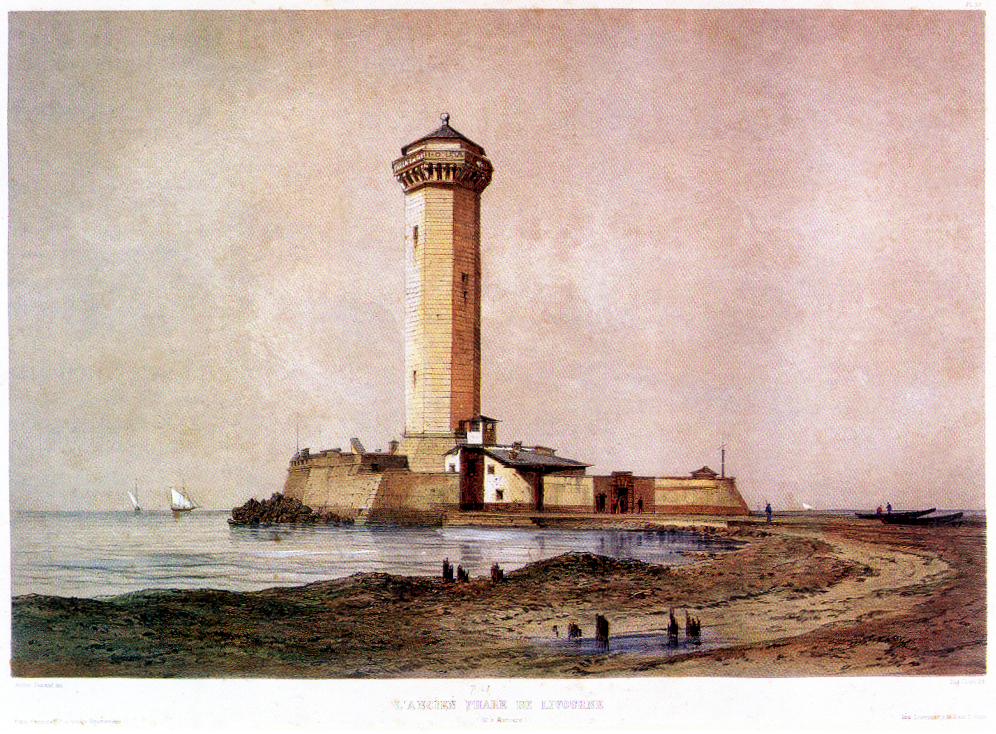
La Torre del Marzocco vers 1863.

Le nom du créateur est encore plus incertain : dans le passé, le nom de Filippo Brunelleschi a été préconisé, mais même l'attribution la plus courante à Lorenzo Ghiberti a été récemment remise en question. Ces dernières années, l'hypothèse suggérée a été avancée que la conception de la tour serait l'œuvre de Leon Battista Alberti, l'un des plus grands architectes de la Renaissance, qui aurait travaillé sur la tour entre 1457 et 1464.
Par la suite, en 1535, le duc Alexandre de Médicis fit construire une forteresse au pied du Marzocco pour abriter l'artillerie. La tour, restaurée après 1737 lorsque la foudre endommagea son sommet, fut intégrée aux structures en pleine croissance du port de Livourne dans les premières décennies du XXe siècle.

## Description
De forme octogonale, la tour s'élève sur une base de pyramide tronquée et est fermée au sommet par une galerie en saillie (soutenue par une série de consoles) et un toit en flèche.

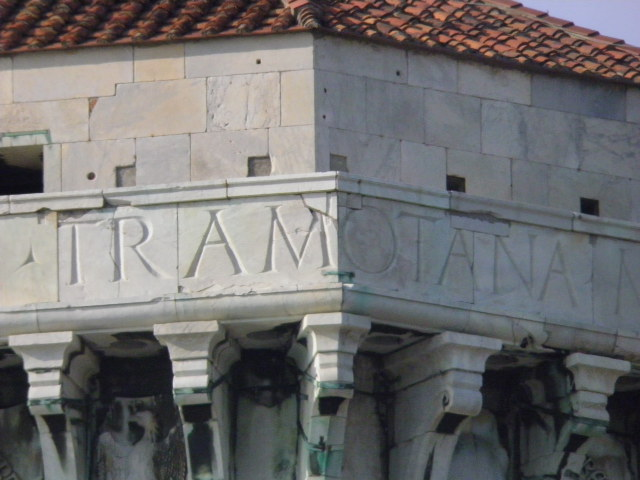
Chaque angle qui coïncide entre deux façades indique la direction d'un vent, en l'occurrence le vent de Tramontane.

La construction, d'une hauteur d'environ 54 m, a un périmètre de tronc de 12 m ; il est entièrement recouvert de marbre blanc des montagnes de Pisan et porte le nom du vent imprimé sur chacun des huit angles qui lui correspond (Mezzodì, Iscilocho, Levante, Greco, Tramontana, Maestro, Ponente, Gherbino). Sous les ponts des encorbellements du dernier étage sont sculptés les quatre emblèmes florentins : le lys, la croix du peuple, le lion Marzocco de la république, le dragon gibelin sous les griffes de l'aigle guelfe. Sur chacun des huit côtés, il n'y a qu'une seule petite fenêtre par étage, laissant une surveillance extérieure totale à 360° au dernier étage, couvert par la galerie périmétrique aujourd'hui disparue. Dans le sol de la galerie se trouvent des ouvertures circulaires équipées de plaques d'égout en pierre utilisées comme mâchicoulis avec lesquels il était possible de frapper avec des pierres ou des boulets de pierre quiconque s'approchait du pied de la tour avec des intentions hostiles.
On accédait à la tour par un pont-levis situé à la hauteur du premier étage et relié à un escalier extérieur, détaché de la façade par une tourelle isolée, puis à un petit port situé du côté sud, d'où l'on monte une pente raide, et un escalier étroit en brique menant au premier étage. À l'intérieur, il a sept étages au-dessus du sol et il y a une citerne dans les fondations pour la collecte de l'eau de pluie qui, s'écoulant le long des murs en marbre lisse, était collectée dans la bordure en marbre placée entre le puits et la base de l'escarpement, où un petit conduit l'évacuait.
Le fortin Médicis est le suivant et l'entoure d'un motif irrégulier, suivant la ligne des rochers de l'époque, la tour étant alors isolée de la côte. On y accédait uniquement par la mer via une petite jetée avec un escalier du côté nord-est ; A l'intérieur du fortin se trouvaient quelques bâtiments bas qui servaient de poudrière, de salles de commandement, de four, de corps de garde et d'un vaste entrepôt placé sous le bastion sud sur le toit duquel était placée une batterie d'artillerie. La petite garnison était armée de six canons, de divers fusils et munitions.

## Galerie

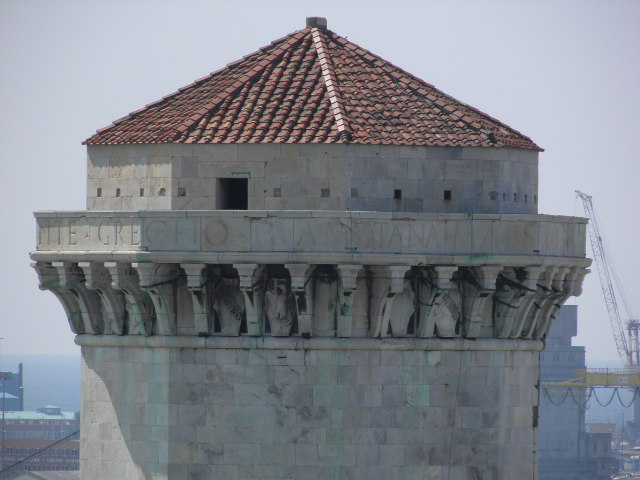
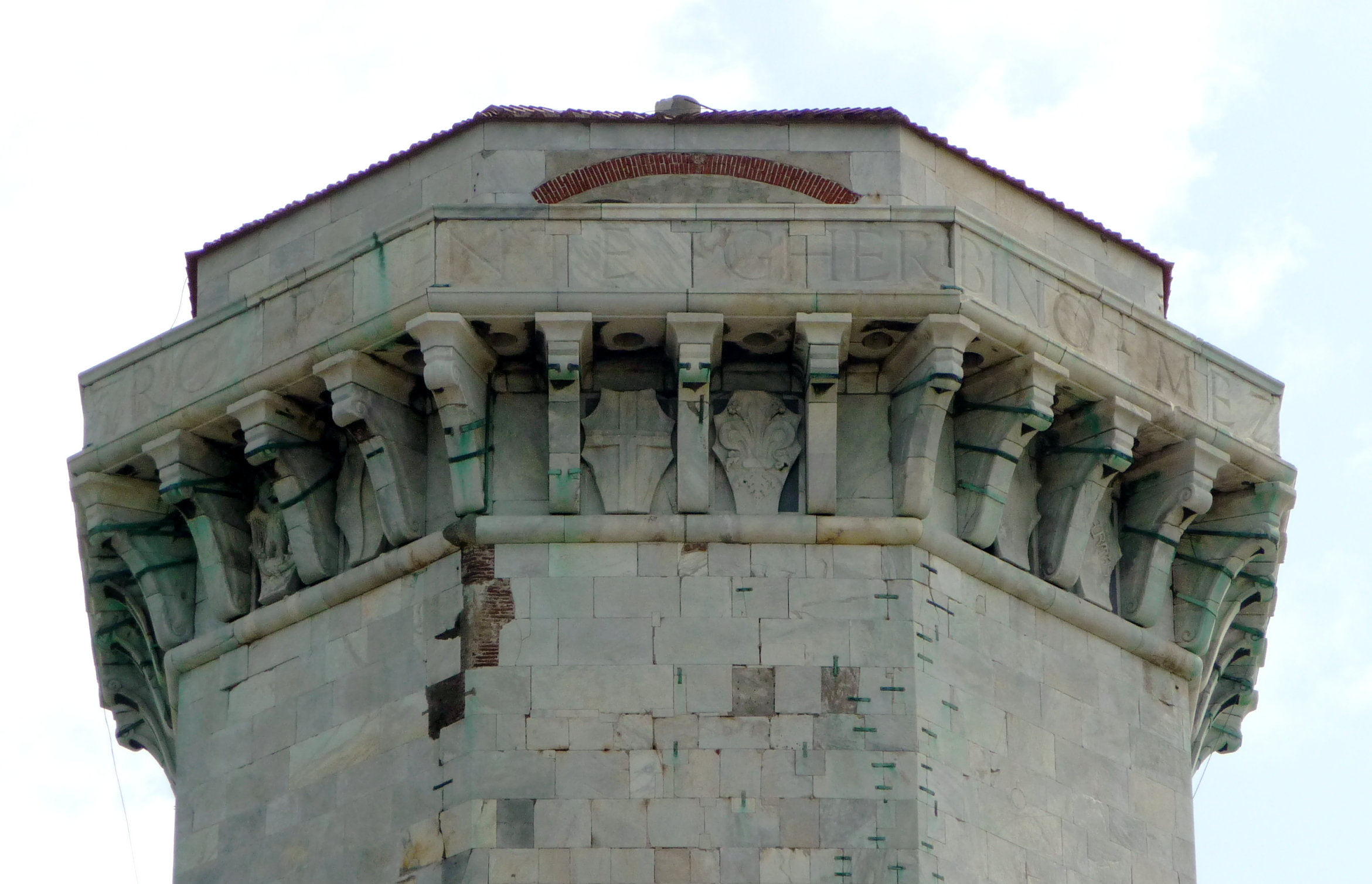